# گیفهورن (ناحیه)
گیفهورن (به آلمانی: Landkreis Gifhorn) یک ناحیه در آلمان است که در نیدرزاکسن واقع شده‌است.

## شهرک‌ها و شهرداری‌ها

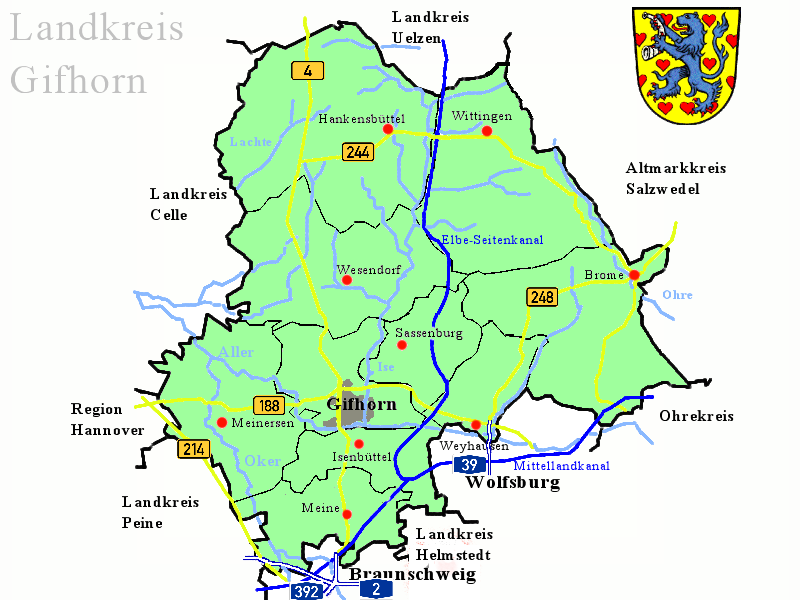
Map of the Landkreis Gifhorn

(numbers of inhabitants from ۳۰ ژوئن ۲۰۰۵)
Communities
1. گیفهرن, Town, autonomous community (42.658)
2. زاسنبورگ (10.946) [Seat: Westerbeck
3. ویتینگن, Town (12.268)

Samtgemeinden with their local communities
* Seat of Samtgemeinde government
| - ۱. بولدکر لاند (۹٫۸۰۲) 1. Barwedel (1.077) 2. Bokensdorf (950) 3. یمبکه (۱٫۹۰۱) 4. اوسلوس (۱٫۹۸۱) 5. تاپنبک (۱٫۲۴۵) 6. وایهاوزن * (۲٫۶۴۸) - ۲. برومه (۱۵٫۳۳۵) 1. برگفلد (۹۵۲) 2. Brome * (۳٫۳۹۷) 3. اهرا-لسین (۱٫۶۲۹) 4. پارساو (۱٫۹۴۶) 5. روهن (۴٫۶۷۲) 6. تیدیشه (۱٫۲۶۸) 7. تولائو (۱٫۴۷۱) - ۳. هانکنسبوتل (۹٫۷۳۹) 1. ددلشتورف (۱٫۵۲۱) 2. هانکنسبوتل * (۴٫۵۲۵) 3. اوبرنهولتس (۹۴۰) 4. شپراکنزهل (۱٫۳۰۹) 5. شتاینهورشت (۱٫۴۴۴) - ۴. ایزنبوتل (۱۵٫۵۰۲) 1. Calberlah (5.236) 2. ایزنبوتل * (۶٫۱۸۳) 3. ریبسبوتل (۲٫۱۳۳) 4. واسبوتل (۱٫۹۵۰) | - ۵. ماینرزن (۲۰٫۹۴۴) 1. هیلرز (۲٫۶۱۵) 2. لایفرده (۴٫۳۳۵) 3. ماینرزن * (۸٫۴۱۵) 4. مودن (۵٫۵۷۹) - ۶. پاپنتایش (۲۳٫۴۵۸) 1. ادنبوتل (۱٫۷۲۴) 2. Didderse (1.404) 3. ماینه * (۸٫۰۷۰) 4. روتگسبوتل (۲٫۲۸۰) 5. شوولپر (۶٫۶۲۷) 6. فوردورف (۳٫۳۵۳) - ۷. وزندورف (۱۴٫۵۷۶) 1. گروس اوزینگن (۲٫۰۲۹) 2. شونوورده (۹۸۳) 3. اومرن (۱٫۵۹۳) 4. واگنهوف (۱٫۱۵۰) 5. وارنهولتس (۳٫۸۳۹) 6. وزندورف * (۴٫۹۸۲)\|} |

Area without community (uninhabited)
- Giebel (10,36 km²)